# Open Barletta 1998
L'Open Barletta 1998 è stato un torneo di tennis facente parte della categoria ATP Challenger Series nell'ambito dell'ATP Challenger Series 1998. Il torneo si è giocato a Barletta in Italia dal 30 marzo al 5 aprile 1998 su campi in terra rossa.

## Vincitori

### Singolare
Francisco Cabello ha battuto in finale  Salvador Navarro con il punteggio di 6–4, 6–4

### Doppio
Joan Balcells /  Juan Ignacio Carrasco hanno battuto in finale  Thomas Strengberger /  Dušan Vemić con il punteggio di 7–6, 6–3